# Dolichiscus ludmilae
Dolichiscus ludmilae är en kräftdjursart som beskrevs av Oleg Grigor'evich Kussakin och Galina S. Vasina 200. Dolichiscus ludmilae ingår i släktet Dolichiscus och familjen Austrarcturellidae. Inga underarter finns listade i Catalogue of Life.